# Francesco Zanetti
Francesco Zanetti, o Zannetti (Volterra, 28 marzo 1737 – Perugia, 31 gennaio 1788), è stato un compositore e direttore d'orchestra italiano.

## Biografia
Zanetti o Zannetti era figlio di uno stagnaio, dilettante contrabbassista di Volterra. Fu proprio il padre a dargli i primi rudimenti musicali prima di un apprendistato più formale con Carlo Malvolti, violino dell'orchestra del Duomo di Volterra. Dal 1750 Malvolti porta con sé il giovane Zannetti a Lucca per suonare alla Festa di Santa Croce, dove risulta essersi esibito sia come violinista e sia come tenore. Dal 1754, Zannetti comincia seriamente a studiare contrappunto con Giovan Carlo Maria Clari, il maestro di cappella del Duomo di Pisa, e nel 1756, a soli 19 anni, diventa egli stesso maestro di cappella nella natia Volterra. Il nuovo incarico lo rende indisponibile per la festa di Santa Croce a Lucca, ma la sua nuova occupazione non gli fa abbandonare gli studi con Clari, che si protraggono fino al 1758, quando viene ammesso al Conservatorio della Pietà dei Turchini di Napoli, dove studia con Lorenzo Fago e Geronimo Abos. Gli studi lo allontanano da Volterra, dove sembra non tornare più dopo il 1757. Nel 1759 invia un Qui Tollis a Padre Martini che intercede per lui per farlo ammettere all'Accademia Filarmonica di Bologna nel 1760. Con i filarmonici bolognesi entra in contatto con l'Accademia degli Unisoni di Perugia, ed è a Perugia che, nel 1762, trova quello che sarà il suo incarico principale per tutta la vita, quello di maestro di cappella della chiesa di San Lorenzo. A Perugia, Zannetti si sposa con Elisabetta Gasperini (poco numerosi, però, sono i documenti relativi al matrimonio e alla moglie, che Charles Burney dice veneziana e valente cantante), e non si limita ai suoi incarichi ecclesiastici: lavora anche con i teatri, come compositore (scrive molte opere liriche in special modo per il Teatro del Pavone), direttore d'orchestra e impresario. Contemporaneamente ha a che fare con numerose personalità a Firenze, dove entra nella cerchia del Conte Cowper, figura centrale della corte lorenese. Tramite Cowper frequenta Pietro Nardini, Luigi Cherubini, Giuseppe Castrucci, Giuseppe Boccioni, Giovanni Marco Rutini, Bartolomeo e Alessandro Felici, e, probabilmente, anche Luigi Boccherini e Francesco Maria Veracini. A Firenze, Zannetti assimila le novità stilistiche provenienti da Vienna e con le sue amicizie riesce a ottenere lauti contratti con editori londinesi (Fétis è convinto che Zannetti abbia supervisionato le sue edizioni inglesi con viaggi appositi a Londra) e parigini (vedi il paragrafo Edizioni a stampa). Non si sa molto dei suoi ultimi anni prima della morte di tisi avvenuta nel 1788.

## Stile e fortuna
Molto aggiornato sui più influenti successi dello Stile galante (soprattutto viennese per via delle frequentazioni fiorentine: in alcune composizione si nota l'uso di una embrionale Forma sonata) per quel che riguarda la produzione strumentale, sul versante sacro, invece, non disdegnò un ritorno a un più severo stile antico, mutuato dalle prassi cinquecentesche. Nei lavori teatrali dimostrò un serio interesse per le riforme di Gluck. Dimenticato subito dopo la sua morte dopo documentate glorie in vita (vedi la straordinaria diffusione internazionale delle sue musiche in Fonti), ebbe una microscopica riscoperta nel 1962 grazie al musicologo Mario Fabbri. Da allora, però, sono stati pochissimi gli studi a lui dedicati.

## Opere
Come compositore gli vennero commissionate numerose opere soprattutto per uso sacro, tra cui molte cantate, salmi, responsori, Magnificat e Requiem.

### Oratori
- La Passione di Gesù Cristo (Pietro Metastasio), cantata a quattro voci (1759, Volterra)
- La morte di San Ottaviano protettore della Cita di Volterra (1761, dispersa)
- Il Sacrificio di Giefte (1764, dispersa)
- La Giusticia la Pace Concordi (1765, dispersa)
- La Davide a Ephratah (Perugia 1769, dispersa)
- Salomone Esaltato al Trono (Firenze, 1775, dispersa)
- Il Trionfo di Giuda Maccbeo (Arrezzo 1779, dispersa)

### Opere
- L'Antigono, (Pietro Metastasio), opera seria (1765, Livorno)
- La Didone abbandonata, (Pietro Metastasio), opera seria in 2 atti (1766, Livorno)
- La Contadina Fortunata, farsetta in 2 atti (Carnevale 1771, Roma)
- Le lavanderine, (Francesco Mari), intermezzo in 2 atti (Carnevale 1772, Roma); come Le lavandaie (1779, Dresda)
- Sismano nel Mogol, (Giovanni De Gamerra), opera seria in 2 atti (27 dicembre 1775, Livorno)
- Le cognate in contesa, (Carlo Giuseppe Lanfranchi Rossi), dramma giocoso in 2 atti (autunno 1780, Venezia)
- Artaserse, (Apostolo Zeno e Pietro Pariati), opera seria in 2 atti (autunno 1782, Treviso)
- Gismondo da Mendrisio, Arie
- Il Foglio del signor padre, (probabilmente non quotata)

### Musica strumentale
- 6 trii per 2 violini e basso continuo Op.1 (1761, Perugia)
- 6 sonate per 2 violini e basso continuo (1762, Londra); lo stesso per clavicembalo e violino (1770, Londra)
- 6 quartetti per 3 violini, violoncello e basso continuo Op.2 (1762)
- 6 trii per 2 violini e violoncello Op.1 (1767, Perugia)
- 6 sonate per 2 violini e basso continuo op.4 (1770, Londra)
- 6 trii per 2 flauti o violini e basso continuo (1771, Londra)
- 6 trii per violino, viola e violoncello (1782)
- 6 quartetti per archi (1781, Perugia)
- Concertino per 2 flauti e orchestra

## Fonti

### Autografi
La mancanza di studi specifici non ci permette di discernere con certezza quanti effettivi autografi siano presenti nelle molte copie manoscritte coeve delle opere di Zanetti presenti nel Duomo di San Lorenzo di Perugia. Lo stato attuale delle conoscenze identifica gli autografi come segue:
| Titolo                        | datazione                          | ente conservatore                                                                        | Note                                |
| ----------------------------- | ---------------------------------- | ---------------------------------------------------------------------------------------- | ----------------------------------- |
| Messa in do                   | 1741-1760                          | Conservatorio di Napoli                                                                  | partitura                           |
| Qui tollis                    | 1741-1760                          | Conservatorio di Napoli                                                                  | partitura                           |
| Sicut erat                    | 1741-1760                          | Conservatorio di Napoli                                                                  | partitura                           |
| Recitativo e aria da Antigono | 1765                               | Musikabteilung del Preußischer Kulturbesitz della Staatsbibliothek zu Berlin             | partitura, anche digitalizzata      |
| Messa in sol                  | 5 settembre 1780                   | Archivio del Duomo di San Lorenzo, presso la Biblioteca Capitolare Domenicini di Perugia | partitura e 14 parti                |
| Messa in do                   |                                    | Archivio del Duomo, Biblioteca Piccolomini e Opera Metropolitana di Siena                | partitura e 17 parti                |
| La sposa d'un soldato         |                                    | Conservatorio di Napoli                                                                  | partitura, anche digitalizzata      |
| Tre stralci di un Gloria      | anni '90 del '700                  | Santini Bibliothek, Münster                                                              | frammenti fugati, autografo incerto |
| Messa in fa maggiore          | reca la data 1809 di archiviazione | Archivio del Duomo, Biblioteca Piccolomini e Opera Metropolitana di Siena                | partitura                           |

### Copie manoscritte
Sono più di 600 le copie manoscritte di opere di Zanetti. Per lo meno 200 sono nella sola città di Perugia (nell'archivio del Duomo, ma anche nelle parrocchie di San Filippo e di San Pietro), ma la diffusione di sue opere in forma manoscritta è davvero estesa: almeno un lavoro di Zanetti manoscritto si trova nelle maggiori biblioteche musicali del mondo, dalla Francia alla Repubblica ceca, dall'Ungheria alla Spagna, fino agli Stati Uniti d'America. Le maggiori collezioni italiane dopo Perugia sono ad Assisi (Sacro convento di San Francesco), Spello (Archivio della Collegiata), Roma (soprattutto nella Biblioteca Casanatese, nella collezione privata Rostirolla e nell'Archivio del Laterano), Siena (Biblioteca degli Intronati, Archivio del Duomo, Opera della Metropolitana e Biblioteca Piccolomini), Bologna (Conservatorio, San Francesco e Accademia Filarmonica), Casalmaggiore (Archivio del Duomo), nei conservatori di Bergamo, Venezia, Genova, Firenze e Napoli, nella biblioteca Mozzi-Borgetti di Macerata, nella Biblioteca Palatina di Parma, nell'Archivio Borromeo dell'Isola Bella a Stresa, nella biblioteca diocesana di Lucca, nell'Archivio storico musicale dell'Opera della Primaziale pisana, nell'Archivio musicale dell'Ordine dei Cavalieri di Santo Stefano di Pisa, nell'Archivio Capitolare di Pistoia (Bibliotheca Musicalis e Fondo Rospigliosi), nell'Archivio Storico Diocesano di Volterra (sua città natale) e nel Fondo Venturi di Montecatini Terme, nell'Archivio Storico della diocesi di Fano Fossombrone Cagli Pergola. All'estero, ricche di copie coeve zanettiane sono Stoccolma (Musik- och teaterbiblioteket), Uppsala (Universitetsbibliotek «Carolina Rediviva»), Münster (Santini Bibliothek), Mosca (Biblioteca Taneev del Conservatorio Čajkovskij), Berlino (Musikabteilung del Preußischer Kulturbesitz della Staatsbibliothek zu Berlin), Louisville in Kentucky (Fondo Ricasoli dell'Università), e Dresda (Sächsische Landesbibliothek/Staats- und Universitätsbibliothek).

### Edizioni a stampa
Zanetti ebbe un ottimo rapporto con l'editore londinese Robert Bremner, con cui stampò 4 pezzi. Il suo lavoro fu apprezzato e le sue stampe vennero distribuite, ristampate e riedite anche da Walsh, Welcker, Hummell e Thorowgood. Un successo che attecchì anche a Parigi, dove attirò l'attenzione degli stampatori Jeanne Girard e Antoine Huberty. Riuscì a stampare molto meno in Italia. Pubblicò da solo una sua composizione, nel 1767, distribuendola grazie agli stampatori Antonio Monaco a Perugia, Buchiard a Firenze e Panekouke a Parigi, ma poi si affidò in toto agli editori, Stecchi e Pagani a Firenze e, soprattutto, Carlo Baduel a Perugia, ma per un totale di sole tre stampe. Le numerose riedizioni hanno originato la moltiplicazione dei suoi numeri d'opera: sono circolate tre diverse sue composizioni come op. 2, presso Bremner, Girard e Baduel. Dato il successo inglese, le istituzioni che conservano la maggior parte di stampe di Zanetti risultano in Inghilterra, alla British Library e alla Royal Academy of Music di Londra, e alla Rowe Music Library del King's College di Cambridge, anche se molti altri college musicali britannici conservano almeno una copia di una stampa. Molte copie si conservano negli Stati Uniti d'America, alla Library of Congress di Washington, alla Public Library di New York, alla Alderman Library dell'Università della Virginia a Charlottesville, alla Music Library dell'Università del Michigan ad Ann Arbor, al Peabody Conservatory della Johns Hopkins di Baltimora, e all'Università della Pennsylvania a Philadelphia. Almeno quattro copie risultano alla Biblioteca Nazionale di Spagna a Madrid e al Conservatoire de Paris, e almeno un paio sono al Koninklijk Conservatorium di Bruxelles, al Musik- och teaterbiblioteket di Stoccolma, alla Biblioteca Taneev del Conservatorio Čajkovskij di Mosca, alla Santini Bibliothek di Münster, al Musikabteilung del Preußischer Kulturbesitz della Staatsbibliothek zu Berlin, e alla Bayeriesche Staatsbibliothek di Monaco di Baviera. In Italia non è arrivato moltissimo delle stampe londinesi e non sono stati censiti neanche molti esemplari delle edizioni italiane. Non più di quattro esemplari conserva il Conservatorio di Napoli e pochi altri si riscontrano nei conservatori di Roma, Perugia, Firenze, nel Museo Teatrale «Carlo Schmidl» di Triste e nel Fondo Venturi di Montecatini Terme.

#### Lista delle edizioni stampate
| Titolo                             | opus  | Prima edizione                                                                                | altre edizioni                                                                                | Note |
| ---------------------------------- | ----- | --------------------------------------------------------------------------------------------- | --------------------------------------------------------------------------------------------- | --- |
| Sonate (2 vl, bc)                  | op. 1 | London, Bremner                                                                               | Edinburgh, Bremner London, Welcker London, Walsh London, Hummell                              | |
| Trii (2 vl, bc)                    | op. 2 | Paris, Jeanne Girard                                                                          |                                                                                               | Risulta una sola copia alla Rossijskaja Gosudarstvennaja biblioteka di Mosca                                      |
| 6 sonate (2 vl, bc)                | op. 3 | London, Bremner                                                                               |                                                                                               | |
| 6 trii (2 vl, bc)                  |       | Paris, Huberty (incisore Céron)                                                               |                                                                                               | |
| 6 trii (2 fl o vl, bc)             |       | London, Welcker                                                                               |                                                                                               | |
| 6 sonate (cemb, vl)                |       | London, Welcker                                                                               |                                                                                               | |
| Romanze (su testo di Carlo Pepoli) |       | s.l., s.n., con lastra 117                                                                    |                                                                                               | Risulta una sola copia al Conservatorio di Napoli                                                                 |
| Soli (fl o vl, bc [cemb])          |       | London, Thorowgood & Horne, 1763                                                              | London, Thorowgood, forse 1764 London, Thorowgood «as perform'd by Signora Lombardini Sirmen» | Lo Studio per Edizioni Scelte (SPES) di Firenze ha composto un'edizione facsimilare della prima edizione nel 2007 |
| 6 quintetti (3 vl, vc, bc)         | op. 2 | London, Bremner, forse 1763                                                                   |                                                                                               | |
| 6 trii (2 vl, vc)                  |       | Paris, Panekouke/Firenze, Buchiard/Perugia, presso l'autore (stampatore Antonio Monaco), 1767 |                                                                                               | |
| 6 sonate (2 vl, bc [cemb])         | op. 4 | London, Bremner, forse 1770                                                                   | Paris, Jeanne Girard (incisore De Bussy), intorno al 1780                                     | |
| Pianto di penitenza                |       | Firenze, Stecchi & Pagani, 1773                                                               |                                                                                               | Ne risulta un'unica copia al Conservatorio di Firenze                                                             |
| 6 quartetti                        |       | Perugia, Carlo Baduel (stampatore incisioni: Agostino Valentini), 1781                        |                                                                                               | Nel Fondo Venturi c'è una copia manoscritta desunta da questa stampa                                              |
| 6 trii (vl, vla, vc)               | op. 2 | Perugia, Carlo Baduel (stampatore incisioni: Agostino Valentini), 1782                        |                                                                                               | |

### Edizioni moderne
Nel 2015 l'editore Carrara di Bergamo ha stampato suoi pezzi per organo e due messe, curati di Francesco Gabellieri.

## Discografia
Risulta solo una registrazione di un'opera di Zanetti, un Piccolo quartetto in la maggiore, registrato nel 1962 nel Salone Chigi-Saracini a Siena durante la Settimana Musicale Senese, e conservata in un nastro all'Istituto per i Beni Sonori e Audiovisivi di Roma.